# Lophopyxis maingayi
Lophopyxis maingayi ist die einzige Art der monotypischen Gattung Lophopyxis, der einzigen Gattung der Familie der Lophopyxidaceae innerhalb der Pflanzenordnung der Malpighienartigen (Malpighiales).

## Beschreibung
Lophopyxis maingayi ist eine Liane. Es sind uhrfederartige Ranken vorhanden. Die wechselständig an den Zweigen angeordneten Laubblätter sind einfach und haben einen gesägten Blattrand. Nebenblätter sind vorhanden. 
Lophopyxis maingayi ist einhäusig getrenntgeschlechtig (monözisch). In einem achselständigen, verzweigten, lockeren Gesamtblütenstand sind rispige oder knäuelige Teilblütenstände mit vielen Blüten zusammengefasst. Die kleinen, radiärsymmetrischen, funktional eingeschlechtigen Blüten sind fünfzählig. Die fünf Kelchblätter sind sehr kurz. Die fünf Kronblätter berühren sich nicht. In den männlichen Blüten sind zwei Kreise mit je fünf Staubblättern vorhanden, davon sind fünf zu Staminodien reduziert. In den weiblichen Blüten sind Staminodien enthalten und die vier bis fünf Fruchtblätter sind zu einem synkarpen, oberständigen, behaarten Fruchtknoten verwachsen. In jeder Fruchtknotenkammer sind zwei Samenanlagen vorhanden. Es sind vier oder fünf sitzende Narben vorhanden; ein Griffel ist nicht erkennbar. 
Es wird eine geflügelte, einsamige Nussfrucht (Samara) gebildet, mit fünf breiten, strohartigen Flügeln.

## Verbreitung
Lophopyxis maingayi ist von den tropischen Inseln des Malaiischen Archipels bis zu den Sunda-Inseln und den Karolinen verbreitet.

## Systematik
Die Gattung Lophopyxis wurde 1887 mit der Art Lophopyxis maingayi durch Joseph Dalton Hooker in Hooker's Icones Plantarum, 18, Tafel 1714 aufgestellt. Das Artepitheton maingayi ehrt den britischen Arzt und Botaniker Alexander Carroll Maingay (1836–1869).
Früher wurde die Gattung Lophopyxis in die Familie der Celastraceae gestellt. Am nächsten verwandt ist die Familie der Putranjivaceae.